# Dansk Polarcenter
Das Dansk Polarcenter war eine dänische Forschungsinstitution mit Fokus auf Grönland, die von 1989 bis 2009 bestand.

## Gründung
1988 gründeten das dänische Staatsministerium und das Bildungs- und Forschungsministerium einen Ausschuss, der die Gründung einer staatlichen Institution zur Grönlandforschung vorantreiben sollte. Bis dahin waren solche Aufgaben vom Grönlandministerium wahrgenommen worden, das jedoch 1987 aufgelöst worden war. Daraufhin wurde am 1. Januar 1989 das Dansk Polarcenter, das dem Forschungsministerium unterstand, gegründet.
Ab 1993 arbeitete das Dansk Polarcenter eng mit dem privaten Arktisk Institut zusammen und beide Institutionen bezogen Det Arktiske Hus in Kopenhagen an Den Kongelige Grønlandske Handels Plads, gemeinsam mit der Abteilung für Eskimologie der Universität Kopenhagen.

## Aufgaben
Zu den Hauptaufgaben des Dansk Polarcenters gehörten die Funktion als Sekretariat der Kommission für Wissenschaftliche Untersuchungen in Grönland, der Aufbau einer Bibliothek zur Polarforschung sowie die Funktion als Beratungsorganisation und Zusammenarbeitspartner für grönlandbezogene Forschungsprojekte.

## Publikationen
Das Dansk Polarcenter stand teilweise in Zusammenarbeit mit der Kommission für Wissenschaftliche Untersuchungen in Grönland für eine Reihe von Publikationen. Diese waren die von der Kommission seit 1879 herausgegebene Reihe Meddelelser om Grønland, einen englischsprachigen Newsletter zu Forschungsprojekten, die populärwissenschaftliche dänisch- und grönländischsprachige Zeitschrift Forskning i Grønland/Tusaat, die Zeitschrift Polarfronten und die Tidsskrift for Grønlands Retsvæsen.

## Auflösung
Am 1. Februar 2009 wurde das Dansk Polarcenter aufgelöst und seine Aufgaben auf andere Institutionen verteilt. So wurde beispielsweise die Polarbibliothek an die Universität Kopenhagen überführt.